# Госс, Элинор
Элинор Госс (англ. Eleanor Goss, в замужестве Ланнинг, англ. Lanning; 18 ноября 1895, Нью-Йорк — ноябрь 1982, Солсбери, Коннектикут) — американская теннисистка. Четырёхкратная победительница чемпионата США в женском парном разряде (1918—1920, 1926), финалистка в одиночном разряде (1918), трёхкратная обладательница Кубка Уайтмен со сборной США.

## Биография
Соревновательную карьеру начала в 1917 году. В том же году дошла до финала чемпионата США в помещениях, где в финале уступила Мэри Вагнер. На следующий год в основном чемпионате США, проходившем в Нью-Йорке на травяных кортах, выиграла турнир претенденток и встретилась в финале с действующей чемпионкой Моллой Бьюштедт. Бьюштедт отстояла свой титул со счётом 6:4, 6:3, став чемпионкой США в четвёртый раз подряд. Они встретились также в финале в женском парном разряде, и там Госс, выступавшая в паре с Марион Зиндерстайн (позже Джессап), оказалась сильней норвежского тандема, одержав верх со счётом 7:5, 8:6.
С этого года Госс входила в десятку сильнейших теннисисток США, определяемую по итогам сезона Ассоциацией лаун-тенниса Соединённых Штатов ежегодно до 1929 года за исключением 1922 и 1928 годов. В 1919 году она заняла в этом рейтинге второе место, а в 1923 и 1925 годах — третье. В паре с Зиндерстайн она завоёвывала звание чемпионки США ещё дважды подряд, в 1919 и 1920 годах, добавив четвёртый титул в этом же разряде в 1926 году с Элизабет Райан. Ещё дважды, в 1923 и 1924 годах, Госс проигрывала с партнёршами в финале. За рубежом она трижды играла на Уимблдонском турнирире, дойдя до четвертьфинала в одиночном разряде в 1923 году и до полуфинала в паре с Джессап в 1924 году. В 1924 году приняла участие в Олимпийских играх в Париже в одиночном разряде и в паре с Джессап, но в обоих разрядах выбыла из борьбы после первого же проведённого матча. Трижды (в 1923, 1926 и 1927 годах) выигрывала со сборной США Кубок Уайтмен — традиционный ежегодный матч женских команд США и Великобритании. Три года подряд, с 1923 по 1925 год, включалась на шестом месте в десятку сильнейших теннисисток мира.
Продолжала регулярно выступать до 1932 года, появившись на корте лишь несколько раз после этого (в последний раз в 1937 году). В 1939 году была записана на участие в чемпионате США, но на корт не вышла.
Работала личной секретаршей миссис Уайтло Рид, одной из основательниц издательской династии Ридов. С 1926 года была сотрудницей U.S. Mortgage and Trust Company.

## Финалы турниров Большого шлема

### Одиночный разряд (0-1)
| Результат | Год  | Турнир        | Покрытие | Соперница в финале | Счёт    |
| --------- | ---- | ------------- | -------- | ------------------ | ------- |
| Поражение | 1918 | Чемпионат США | Трава    | Молла Бьюштедт     | 4-6 3-6 |

### Женский парный разряд (4-2)
| Результат | Год  | Турнир            | Покрытие | Партнёрша              | Соперницы в финале                   | Счёт          |
| --------- | ---- | ----------------- | -------- | ---------------------- | ------------------------------------ | ------------- |
| Победа    | 1918 | Чемпионат США     | Трава    | Марион Зиндерстайн     | Молла Бьюштедт миссис Йохан Рогге    | 7-5 8-6       |
| Победа    | 1919 | Чемпионат США (2) | Трава    | Марион Зиндерстайн     | Элеонора Сирс Хейзел Хочкисс-Уайтмен | 10-8 9-7      |
| Победа    | 1920 | Чемпионат США (3) | Трава    | Марион Зиндерстайн     | Хелен Бейкер Элинор Теннант          | 6-3 6-1       |
| Поражение | 1923 | Чемпионат США     | Трава    | Хейзел Хочкисс-Уайтмен | Филлис Ковелл Кэтлин Маккейн         | 6-2 2-6 1-6   |
| Поражение | 1924 | Чемпионат США     | Трава    | Марион Джессап         | Хелен Уиллз Хейзел Хочкисс-Уайтмен   | 4-6 3-6       |
| Победа    | 1926 | Чемпионат США (4) | Трава    | Элизабет Райан         | Мэри Браун Шарлотта Чапин            | 3-6 6-4 12-10 |